# (31647) 1999 GY51
1999 GY51 (asteroide 31647) é um asteroide da cintura principal. Possui uma excentricidade de 0.14590950 e uma inclinação de 7.48411º.
Este asteroide foi descoberto no dia 11 de abril de 1999 por LONEOS em Anderson Mesa.